# هيرسون
هيرسون (بيكارد: Urchon) هي كومونا (بلدية) في إقليم آيسن في منطقة أوت دو فرانس في شمال فرنسا.

## جغرافية

### موقع

موقع هيرسون بين بلديات أيسن

تقع هيرسون بجوار مدينة بلجيكا. وتقع في مقاطعة أيسن الشمالية الشرقية، بالقرب من مقاطعتي نورد وآردين. وتعد هيرسون جزء من Thiérache.إضافة إلى أنها تقع بالقرب من غابتين كبيرتين، هما: ، غابة هيرسون وغابة سان ميشيل.

### الهيدروغرافيا
وتستمد هيرسون المياه من نهري واز وغلاند. التيارات المختلفة للبلدة: تيار أنور، تيار بروجنون، تيار لا ماركيت، تيار ليس ماريه، تيار بلانجي، تيار لو كاتليت، تيار لو ري دي بون فو، تيار فور ماتوت.

### الجيولوجيا والإغاثة
تقع قمة هيرسون على ارتفاع 268 مترًا فوق مستوى سطح البحر. وأدنى ارتفاع هو 157 مترا فوق مستوى سطح البحر.

### البلديات المجاورة
تقع هيرسون على حدود بلديات التالية: إبارسي، بوير، نوف-ميزون، موندريبوس، أنور (مقاطعة نورد)، مومينييس (بلجيكا)، سان ميشيل، بوسيلي.

## تاريخ
اعتبارًا من عام 1911، ثمة حصن دائم وبطاريتين مدفعية بالقرب من تقاطع السكك الحديدية. وفي ذلك الوقت أيضًا، كانت البلدة تعمل في صناعة الزجاجات والبلاط والحديد والسلع المصنوعة من القصدير (الصفيح)، بالإضافة إلى غزل الصوف وصنع الجعة.
يخدم البلدة خط سكة حديد يسمى فايف هيرسون.

## سكان
يُطلق على سكان المدينة اسم (Hirsonnais).

## الآثار
الكنائس
- كنيسة نوتردام دي لورديس، بنيت عام 1908.
- كنيسة Sainte-Thérèse-de-l'Enfant-Jésus ، التي بنيت حوالي عام 1930 ؛ ويملكها عازف البيانو كيت أرمسترونج منذ عام 2012.